# Nguyễn Đức Thắng (tướng)
Nguyễn Đức Thắng (1930-2020) nguyên là một cựu tướng lĩnh gốc Pháo binh của Quân lực Việt Nam Cộng hòa, cấp bậc Trung tướng. Ông xuất thân từ khóa đầu tiên và cũng là khóa duy nhất tại trường Sĩ quan Trừ bị Quốc gia Việt Nam mở ra miền Bắc Việt Nam. Tốt nghiệp ông được chọn về đơn vị Pháo binh và đã phục vụ chuyên ngành một thời gian. Sau đó ông được chuyển nhiệm vụ sang đơn vị Bộ binh và các đơn vị khác. Ông đã từng chỉ huy các Sư đoàn Bộ binh và Chỉ huy trưởng Binh chủng gốc của mình. Ông được đánh giá là một vị tướng giỏi về Pháo binh. Ông cũng là một vị tướng thanh liêm của Việt Nam Cộng hòa.

## Tiểu sử & Binh nghiệp
Ông sinh vào tháng 1 năm 1930 trong gia đình trung lưu khá giả tại Cao Bằng, vùng Tây Bắc Việt Nam. Khi lên Trung học, do gia đình có điều kiện về mặt kinh tế, nên ông được gửi về Hà Nội theo chương trình Pháp tại trường Lycée Albert Sarraut. Năm 1950, ông tốt nghiệp với văn bằng Tú tài toàn phần (Part II). Sau này, trong đời sống quân ngũ, ông luôn trau dồi văn hóa nên sau khi được giải ngũ, ông ghi danh học tiếp lên Đại học.

### Quân đội Quốc gia Việt Nam
Cuối tháng 9 năm 1951, thi hành lệnh động viên của Quốc trưởng Bảo Đại, ông nhập ngũ vào Quân đội Quốc gia, mang số quân: 50/300.515. Theo học khóa 1 Lê lợi tại trường Sĩ quan Trừ bị Nam Định, khai giảng ngày 1 tháng 10 năm 1951. Sau 2 tuần thụ huấn, cùng trong số 18 khóa sinh được chuyển vào trường Sĩ quan Trừ bị Thủ Đức nhập chung với khóa 1 Lê Văn Duyệt (khai giảng cùng ngày với trường Nam Định) để tiếp tục theo học ngành chuyên môn Pháo binh. Ngày 11 tháng 6 năm 1952 mãn khóa tốt nghiệp với cấp bậc Thiếu úy. Ra trường, ông được chuyển đi làm sĩ quan Tiền sát Pháo binh thuộc Đại đội 2, Tiểu đoàn 54 Việt Nam, đồn trú tại Ninh Giang do Đại úy Nguyễn Văn Huấn làm Tiểu đoàn trưởng. Tháng 2 năm 1953, ông được thăng cấp Trung úy được cử làm Đại đội trưởng Đại đội 2 Pháo binh.
Ngày 20 tháng 7 năm 1954 Hiệp định Genève được ký kết, ông cùng đơn vị di chuyển vào Nam. Ba tháng sau ông được thăng cấp Đại úy được cử làm Tiểu đoàn trưởng Tiểu đoàn 2 Pháo binh.

### Quân đội Việt Nam Cộng hòa
Tháng 8 năm 1955, ông được thăng cấp Thiếu tá tại nhiệm sau đó bàn giao Tiểu đoàn 2 lại cho Đại úy Trần Văn Cẩm. Cuối năm chuyển biên chế sang Quân đội Việt Nam Cộng hòa. Đến đầu năm 1958, ông được thăng cấp Trung tá, chuyển qua lĩnh vực quân huấn, ông được cử làm Trưởng khối Huấn luyện Liên trường Võ khoa Thủ Đức do Thiếu tướng Lê Văn Nghiêm làm Chỉ huy trưởng. Tháng 8 năm 1958, ông được cử đi du học lớp Tham mưu cao cấp (khóa 1958-1959) thụ huấn 42 tuần tại Đại học Chỉ huy và Tham mưu Fort Leavenworth, tiểu bang Kansas, Hoa Kỳ. Tháng 6 năm 1959 sau khi mãn khóa học về nước, ông được thăng cấp Trung tá thực thụ.
Đầu năm 1961, ông được bổ nhiệm chức vụ Tư lệnh Sư đoàn 1 Bộ binh thay thế Đại tá Tôn Thất Xứng. Một tháng sau ông được thăng cấp Đại tá tại nhiệm. Tháng 10 cùng năm, nhận lệnh bàn giao Sư đoàn 1 lại cho Đại tá Nguyễn Văn Thiệu, chuyển nhiệm vụ sang giữ chức Tư lệnh Sư đoàn 5 Bộ binh thay thế Thiếu tướng Trần Ngọc Tám.
Ngày 20 tháng 12 năm 1962, một lần nữa bàn giao Sư đoàn 5 lại cho Đại tá Thiệu, ông được chuyển về Bộ Tổng Tham mưu giữ chức vụ Trưởng phòng Kế hoạch Hành quân. Giữa năm 1964, ông được kiêm thêm chức vụ Trưởng phòng 3 Bộ Tổng tham mưu, thay thế Đại tá Đặng Văn Quang. Ngày 11 tháng 8 cùng năm, ông được thăng cấp Chuẩn tướng tại nhiệm. Tháng 9 năm 1965, ông tham chính được cử làm Ủy viên Xây dựng Nông thôn trong Nội các Chính phủ Nguyễn Cao Kỳ. Ngày 1 tháng 11 cùng năm ông được thăng cấp Thiếu tướng tại nhiệm.
Đầu năm 1966 và tháng 3 năm 1967, ông được cử tháp tùng Phái đoàn Chính phủ do Trung tướng Thiệu và Thiếu tướng Kỳ làm trưởng và phó đoàn, tham dự Hội nghị Thượng đỉnh Honolulu với Tổng thống Hoa Kỳ Lyndon Baines Johnson. Tháng 11 năm 1967, ông chính thức giữ chức vụ Tổng trưởng Xây dựng Nông thôn trong Nội các Chính phủ Nguyễn Văn Lộc của nền Đệ nhị Cộng hòa.
Trung tuần tháng 2 năm 1968, bàn giao Bộ Xây dựng Nông thôn lại cho Trung tướng Nguyễn Bảo Trị, ông được bổ nhiệm chức vụ Tư lệnh Quân đoàn IV & Vùng 4 Chiến thuật. Bốn tháng sau, ngày 3 tháng 6 ông được thăng cấp Trung tướng tại nhiệm. Ngày 1 tháng 7 cùng năm, bàn giao Quân đoàn IV lại cho Thiếu tướng Nguyễn Viết Thanh, ông được chuyển về Trung ương giữ chức vụ Chỉ huy trưởng Pháo binh Trung ương thay thế Đại tá Phan Đình Tùng. Ba tháng sau, ngày 7 tháng 10 bàn giao Bộ chỉ huy Pháo bịnh lại cho Đại tá Phan Đình Soạn để về Bộ Tổng tham mưu chờ nhận nhiệm vụ mới. Giữa năm 1969, ông được cử làm Phụ tá Kế hoạch Tổng Tham mưu trưởng Bộ Tổng Tham mưu.

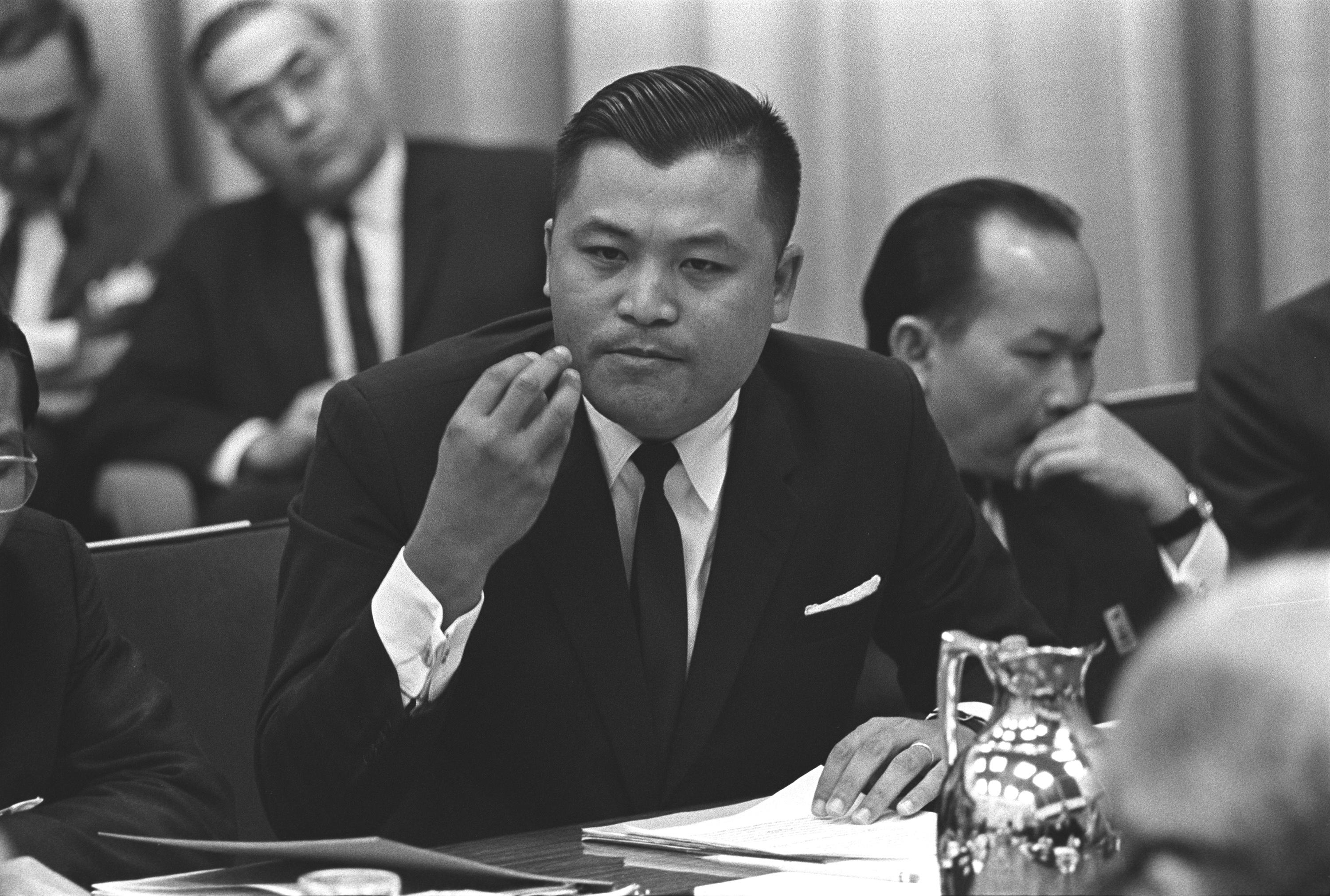
Nguyễn Đức Thắng, năm 1966

Đầu năm 1973, ông xin nghỉ dài hạn không lương để học tiếp chương trình Đại học lấy bằng Cử nhân. Cùng năm ông được giải ngũ.

## 1975
Ngày 30 tháng 4, ông cùng gia đình di tản khỏi Việt Nam. Sau đó được sang định cư tại tiểu bang Connecticut, Hoa Kỳ.